# Михайлов Михайло Федорович
Михайло Федорович Михайлов (1908, село Бумли, тепер Татарстан, Російська Федерація — ?) — радянський державний діяч, 1-й секретар Кулябського обласного комітету КП(б) Таджикистану.

## Життєпис
Народився в родині робітника. Освіта середня.
Трудову діяльність розпочав у 1924 році слюсарем механічної майстерні села Бумли Татарської АРСР.
З 1927 до 1933 року служив у Червоній армії.
Член ВКП(б) з 1931 року.
У 1933—1935 роках — начальник спеціального сектору, керуючий Шахрінавського відділення Державного банку СРСР.
На 1941—1942 роки — 1-й секретар Октябрського районного комітету КП(б) Таджикистану.
У 1945—1947 роках — 1-й секретар Кулябського обласного комітету КП(б) Таджикистану.
Подальша доля невідома.